# Uddannelse i Aalborg
Uddannelse i Aalborg er et væsentligt område, eftersom Aalborg er landets 4. største by, universitetsby og centrum for Region Nordjylland. 

## Grundskoler
Kommunen driver 19 folkeskoler i Aalborg (inkl. Nørresundby), og der findes desuden 7 privatskoler i byen.
- Aalborg Friskole, Vejgaard - privatskole.
- Byplanvejens Skole, Gug - folkeskole.
- Filstedvejens Skole, Vejgaard - folkeskole.
- Filipskolen, Vejgaard - privatskole.
- Gl. Hasseris Skole, Hasseris - folkeskole.
- Gl. Lindholm Skole, Lindholm - folkeskole.
- Gug Skole, Gug - folkeskole.
- Herningvej Skole, Aalborg Øst - folkeskole.
- Mentiqa Nordjylland, Nørresundby - privatskole.
- Mellervangskolen, Aalborg Øst - folkeskole.
- Nr. Uttrup Skole, Nørre Uttrup - folkeskole.
- Sct. Mariæ Skole, Aalborg Vestby - privatskole.
- Seminarieskolen, Gug - folkeskole.
- Skansevejens Skole, Nørresundby - folkeskole.
- Skipper Clement Skolen, Aalborg Centrum - privatskole.
- Skolen 2012, Aalborg Vestby - privatskole.
- Sofiendalskolen, Skalborg - folkeskole.
- Stolpedalsskolen, Hasseris - folkeskole.
- Sønderbroskolen, Aalborg Centrum - folkeskole.
- Tornhøjskolen, Aalborg Øst - folkeskole.
- Klostermarksskolen, Hasseris - privatskole.
- Kærbyskolen, Kærby - folkeskole.
- Løvvangskolen, Nørresundby - folkeskole.
- Vejgaard Østre Skole, Vejgaard - folkeskole.
- Vester Mariendal Skole, Kærby - folkeskole.
- Vesterkærets Skole, Aalborg Vestby - folkeskole.

## Ungdomsuddannelse
- Hasseris Gymnasium
- Nørresundby Gymnasium
- Tech College Aalborg
- Aalborg Handelsskole
- Aalborg Katedralskole
- Aalborg Studenterkursus
- Aalborg Tekniske Gymnasium
- Aalborghus Gymnasium

## Videnskabelige og professionsrettede uddannelser
- Aalborg Universitet (AAU)
- Det Informationsvidenskabelige Akademi
- Nordjysk Musikkonservatorium
- University College Nordjylland

## Andre videregående uddannelser
- SOSU Nord

## Øvrig uddannelse
- Aalborg Sportshøjskole
- Folkeuniversitetet i Nordjylland
- Aalborg Produktionsskole
- Voksenskolen for Undervisning og Kommunikation
- Taleinstituttet
- Høreinstituttet
- Aalborgskolen